# Max Spohr
Johannes Hermann August Wilhelm Max Spohr (Braunschweig, 17 de noviembre de 1850 - Leipzig, 15 de noviembre de 1905) fue el primer, y en su tiempo el único, editor y librero alemán que editó una cantidad no despreciable de publicaciones sobre la homosexualidad.

## Vida
Max Spohr nació en 1850 en Braunschweig, hijo del comerciante autónomo Karl Wilhelm Friedrich Spohr y su esposa Ferdinande Lisette. En su ciudad de origen aprendió el oficio de librero y trabajó como ayudante de librero en Pécs, Hannover y Leipzig. En Braunschweig funda con Rudolf Wengler la editorial Verlag Wengler & Spohr, cuya fama se ha mantenido a la actualidad gracias a la edición de los discursos del Reichstag. En Leipzig, el centro de la industria del libro alemana de la época, Spohr trabajaba en las editoriales K.F. Koehler y Veit & Co. Allí se instaló y se casó el 20 de diciembre de 1880 con Elisabeth Hannöver-Jansen (1853–1899, viuda de Schumann) de Colonia. El matrimonio tuvo 3 hijos.
En marzo del año siguiente abre una librería, que también se dedicaba a la compraventa, y crea su editorial. Inicialmente vende sobre todo los restos de otras editoriales, entre ellos, libros técnicos y de construcción, que consigue de la editorial Knapp de Halle. Tras haber comprado las existencias de otras editoriales, cambia por completo el surtido de libros a la venta. A finales de la década de 1880, Spohr comienza a editar libros y, tras la compra de la editorial de Louis Heuser de Neuwied, comienzan sus actividades en el campo de los libros de medicina.
Con Der Urning vor Gericht (El Urning ante el tribunal) de Melchior Grohe y Die Enterbten des Liebesglücks (Los desheredados de la felicidad amorosa) de Otto de Joux (seudónimo de Otto Rudolf Podjukl), aparecidos en 1893, edita las primeras obras en torno a la homosexualidad y en 1894 les sigue Die verkehrte Geschlechtsempfindung (El sentimiento sexual invertido) de Norbert Grabowsky.
Spohr era ampliamente conocido como editor de escritos homofilos cuando Magnus Hirschfeld, tras ser rechazado por varias editoriales, se dirige a él para editar su combativa obra Sappho und Sokrates (Safo y Sócrates). Se editó en 1896 bajo el seudónimo Th. Ramien. Poco después Spohr conoce a Hirschfeld personalmente y comienza una estrecha colaboración. Durante su viaje para visitar a Spohr, Hirschfeld trabaja en su petición al Reichstag. Spohr presenta Eduard Oberg a Hirschfeld y, junto con Franz Joseph von Bülow, fundan en Berlín el 15 de mayo de 1897 el Wissenschaftlich-humanitäres Komitee (WhK, Comité científico-humanitario), la primera organización de defensa de los derechos de los homosexuales del mundo. Spohr también dirigiría el subcomité de Leipzig del WhK.
De 1899 a 1922 apareció en la editorial el Jahrbuch für sexuelle Zwischenstufen (Anuario para estadios sexuales intermedios) y sus separatas, que representaban pérdidas para la editorial. Tras la tercera edición, el asunto se mencionó en la revista mensual. De los 2000 ejemplares impresos, se vendían unos 100, de los que la mayoría era a miembros del WhK a mitad de precio. Esto, entre otras cosas, muestra el compromiso de Spohr y permite rechazar las acusaciones de que se interesaba por el tema sólo para ganar dinero. También se encargaba de pedir premisos y de gestionar otros asuntos para el WhK. Otras editoriales lanzaban como máximo 8 títulos sobre la homosexualidad y a menudo simplemente lo insinuaban. Spohr editó 120 obras sobre el tema (sin tener en cuenta los anuarios), no sólo de carácter científico, sino también de divulgación y novelas. También era tratado el lesbianismo, aunque con menos frecuencia.
El compromiso con la divulgación no quedó sin consecuencias, al existir censura en la época. Se le denunció, fue juzgado varias veces y también condenado según el párrafo 184 de código penal alemán (divulgación de escritos indecentes), que fue ampliado en 1900. De las obras científicas afectaba sobre todo a las obras divulgativas sobre el sexo, en concreto las que trataban sobre la anticoncepción. De las novelas, entre ellas algunas bastante atrevidas sobre destinos de individuos homosexuales, eran las que trataban la homosexualidad las que hicieron marcar un límite a las autoridades. En libros para las clases más altas se podía ir más allá que en libros para la masa. Orgulloso declara:

No tengo que señalar que en mi editorial no se ha divulgado nunca una obra indecente, incluso teniendo en cuenta que tengo el valor de editar textos que, si bien tratan temas delicados, sirven de bendición para la humanidad.
Max Spohr
en Mark Lehmstedt:
Bücher für das „dritte Geschlecht“ ...

Spohr fundó en 1893 la filial Kreisende Ringe, con la que intenta presentar literatura teosófica con un diseño cuidado y de calidad. Sin embargo, el contenido no daba la talla y los títulos no se vendían bien, por lo que el experimento se paró a los cinco años. Otras fuentes afirman que las novelas de la editorial de Spohr se editaban en Kreisende Ringe bajo la dirección del poeta Franz Evers hasta 1904. El formato gráfico provenía en su mayor parte del artista Fidus, que también diseñó el logo de la editorial, una mujer sentada.
La traducción de las obras completas de Oscar Wilde supuso una revolución para su recepción en Alemania. La editorial también se amplió sus actividades a la filosofía con la compra de la librería Dyk especializada en literatura de viajes y «nueva religiosidad», budismo, espiritismo, ocultismo y otras ciencias ocultas. Los tres últimos temas fueron entregados a Ernst Fiedler entre 1901 y 1909. Para textos relacionados con el movimiento Lebensreform Spohr era con Eugen Diederichs el editor más implicado. Sin embargo, la mayoría de las obras editadas serán sobre la sexualidad, sobre todo las dedicadas a la anticoncepción. Algunas obras llegaron a tener entre 8 y 28 ediciones. También dirigió durante algún tiempo una fábrica de muestras de bordado de nombre Kramer & Spohr.
En 1903 se le diagnostica un cáncer colorrectal; además comienza un proceso en su contra por divulgación de textos obscenos según del párrafo 184 del código penal por la edición de algunos números de la revista  Der Eigene de Adolf Brand. Como consecuencia, entrega la dirección de los negocios a su hermano más joven Ferdinand Spohr. En 1904 es operado y el 15 de noviembre de 1905 muere de cáncer.

## Esquelas y homenajes póstumos
Tanto Magnus Hirschfeld como su contrincante Adolf Brand dedicaron a Spohr largos homenajes póstumos.
Max Spohr, por lo que se puede averiguar en la actualidad y por lo que sabían sus contemporáneos, no era homosexual.

Max Spohr pertenecía a aquellos que contradecía la mentira, creída por algunos homosexuales, de que sólo aquellos que sienten como ellos pueden hacerles justicia.
Magnus Hirschfeld

Hirschfeld también trata el tema en sus memorias. Allí dice que no hubo motivos personales en el compromiso de Spohr, que con su esposa y sus tres hijos, no turbado por otros asuntos, llevaba una vida familiar feliz.
Algo después del 150 aniversario de su nacimiento, a principios de 2001, se le dedicó una calle en un barrio de Leipzig. Desde ese mismo año, el Völklinger Kreis, una asociación de directivos homosexuales, entrega anualmente el Max-Spohr-Management-Preis a empresas que se han destacado especialmente por la defensa de la igualdad de minorías sexuales.

## El fin de la editorial
El hermano Ferdinand Spohr mantuvo inicialmente el nombre, pero renombró la editorial en 1917 como Verlag „Wahrheit“ Ferd. Spohr (Editorial «Verdad» Ferd. Spohr). Pero algunos libros sueltos seguían editándose con el nombre antiguo. A partir de 1923 disminuye drásticamente la actividad editora y, a excepción de 1925, no se editarán más de uno o dos libros al año. En algunos años, como en 1930, no aparecerá ningún libro. Después de que la editorial fuera dirigida por Ferdinand y su hijo Oswald - dueño también de la editorial Verlag Degener & Co. y que editaba sobre todo escritos sobre genealogía - por unos años, en 1937 Rudolf Spohr, hijo de Ferdinand, toma las riendas de la empresa. Un nieta de Spohr afirma que la empresa y la familia fue bombardeada dos veces durante la Guerra y que no se pudo salvar gran cosa. En 1942 se interrumpe definitivamente la actividad editorial y la empresa es borrada del registro en 1951.